# Rathaus Steglitz
Rathaus Steglitz er rådhuset i den tidligere administrative bydel Steglitz i det sydlige Berlin, Tyskland.
Rådhuset blev opført i 1898 og rummede frem til 1980 Steglitz' bydelsadministration. Fra 1980 blev højhuset Steglitzer Kreisel nyt rådhus, men efter at Steglitz som led i en reform af Berlins bydele i 2001 blev Steglitz en del af den nye større bydel Steglitz-Zehlendorf, og efterfølgende er størstedelen af administrationen flyttet til Zehlendorf. 
I nærheden er Rathaus Steglitz findes S-Bahn- og U-Bahn-stationen Rathaus Steglitz.